# Gastronomía pied-noir
La gastronomía pied-noir es la cocina propia de los franceses argelinos (denominados «rapatriés» por el Estado francés y popularmente Pieds-Noirs), colonos en la antigua Argelia francesa. La gastronomía pied-noir puede considerarse como un crisol de culturas musulmana, judía y cristiana. Incluye contribuciones de la gastronomía magrebí (árabe y bereber), turca, sefardí y latino-europea (francesa, maltesa, española e italiana). 
Los pieds-noirs se establecieron principalmente en Orán, en Philippeville (actual Skikda) y Bône (actual Annaba), Argel, Constantine (actual Qusantina) y la región histórica bereber de Cabilia. Esta gastronomía comprende platos simples aunque generosos y varían también según el origen de los colonos europeos; Si bien, la presencia española en Orán fue mucho anterior a 1830. 
Esta gastronomía puede extenderse a todos los demás franceses en el Magreb, desde Marruecos a Túnez.
Para muchos pieds-noirs repatriados a Francia, su gastronomía es ya el único vínculo con la tierra que les vio nacer. Este repatriamiento de alrededor de 1 millón de pieds-noirs de Argelia a Francia introdujo los productos, técnicas culinarias y platos de la gastronomía pied-noir a la Francia metropolitana. Esta tradición culinaria, establecida por las mujeres y su habilidad, constantemente transformada y mejorada en las familias, corre el riesgo de desaparecer cuando los últimos pied-noirs hayan muerto. Hay algunos libros dedicados a esta cocina, aunque muchas recetas continúan transmitiéndose oralmente.

## Influencias

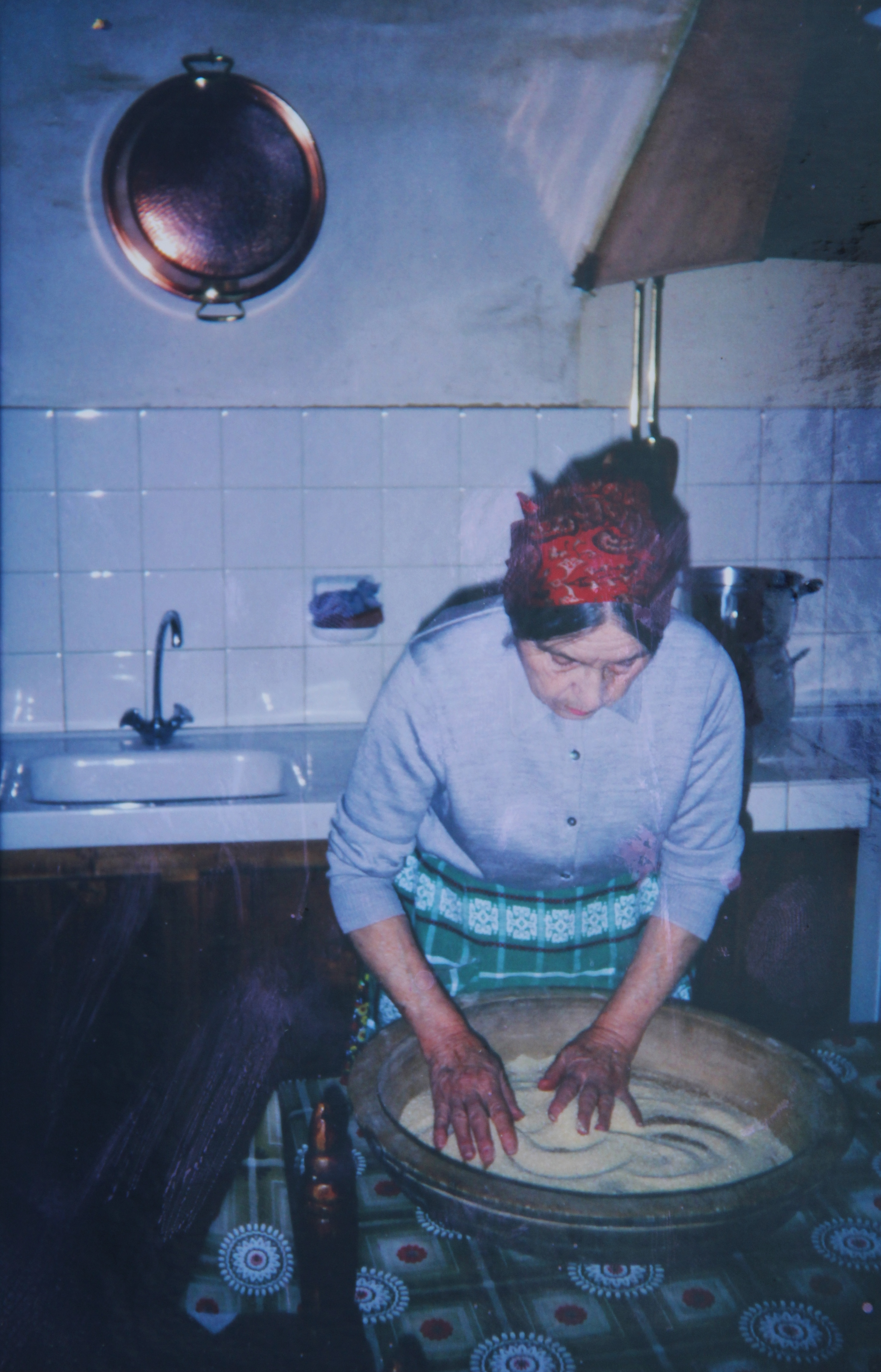
Mujer pied-noire preparando la sémola en una kessera para hacer cuscús.

### Gastronomía magrebí
Platos como la empanadilla brik, el chorizo bereber merguez, el cuscús, que son granos de sémola de trigo, o los estofados llamados tajines, son propios de la cocina magrebí, que es el componente principal de esta cocina. Esto explica por qué la carne de cerdo y las salsas de vino (como la salsa grand veneur o la clásica francesa salsa bordelesa) no están muy presentes en la gastronomía pied-noir, a excepción de ciertos platos procedentes de la península ibérica.

### Gastronomía europea
La cocina pied-noire recibe influencias de varias gastronomías del otro lado del mediterráneo (culturas cristianas): la francesa (concretamente la gastronomía occitana) y española (concretamente la gastronomía del Levante español). Entre los ingredientes que se importaron desde Europa, cabe mencionar la longaniza (de la que deriva la longaniza pied-noir) o el vin d'orange, bebida de aperitivo francés. Algunos platos a destacar son: el gazpacho oranés, que procede del gazpacho manchego, la coca argelina, que procede de la coca catalana, la frita, que procede de la piperrada vasconavarra, el cocido, las migas, las albóndigas (y su versión gigante, las pilotas), el arroz caldoso, la paella y el potaje de vigilia (también llamado potaje de garbanzos o potaje viudo).
En la repostería son populares el pastel de boniato, de origen valenciano, los rollicos, emparentados con los rollos de San Antón murcianos y los roscos de vino.
Además se puede apreciar una contribución evidente de la gastronomía italiana del sur, como en la pizza napolitana, el timbal de macarrones o los canelones a las finas hierbas (cannelloni alle erbe).

### Gastronomía sefardí
Esta gastronomía también tiene orígenes españoles, pues los sefarditas vivieron en la península ibérica desde época romana (véase: Historia de los judíos en España). Sin embargo, con el Edicto de Granada, promulgado en 1492, se expulsó a la comunidad judía de España y la mayoría de esta diáspora sefardí se estableció en ciudades del Magreb como Orán o Fez.
La gastronomía pied-noir ha recibido notables influencias de la cocina sefardí. Cabe destacar términos culinarios como «poyo» (pollo), «gayna» (gallina), «pichkado» (pescado), «salata» (ensalada), «wevos» (huevos) y platos llamados «al orno» (al horno) entre muchos otros. Si bien su ortografía no es la misma que en el castellano, esto es porque derivan del idioma judeoespañol o haquetía, que a su vez deriva del castellano.
La peculiaridad de la cocina pied-noir judía es que está relacionada con las prácticas dietéticas judías (kosher).

## Productos
Esta gastronomía incluye productos del mar, río y tierra (carnes, verduras, mariscos, pescado...). También se preparan productos de charcutería: butifarra, jamón, longaniza, merguez, salchichas, sobrasada, chorizo...
Como en toda la dieta mediterránea, es abundante el uso del aceite de oliva. Las aceitunas también se consumen verdes o negras, conservadas en salmuera o también trituradas.
Es común el uso de especias y aderezos que se usan en el norte de África, similares a las especias de Oriente Medio: anís, comino, cilantro, albahaca, cebollino, clavo, felfel (tipo de pimienta roja), el ajo, la cebolla, el azafrán, la yerbabuena, la nuez moscada y mezclas de especias como el ras el hanut (mezcla de comino, pimentón, canela y semillas de hinojo).
Las salsas comunes en la cocina pied-noire son: la harissa, el escabeche, el alioli, la bechamel, la dersa y la salsa de tomate.
La sémola de trigo es también base de la alimentación: fino, medio o grueso. Desde la antigüedad, Argelia siempre ha sido considerado una región granera.
Existen diferentes tipos de pan: pan fougasse, kesra, pan pita, pan ácimo, pan batbout (de sémola de levadura) y panecillos con dátiles y nueces.

## Platos

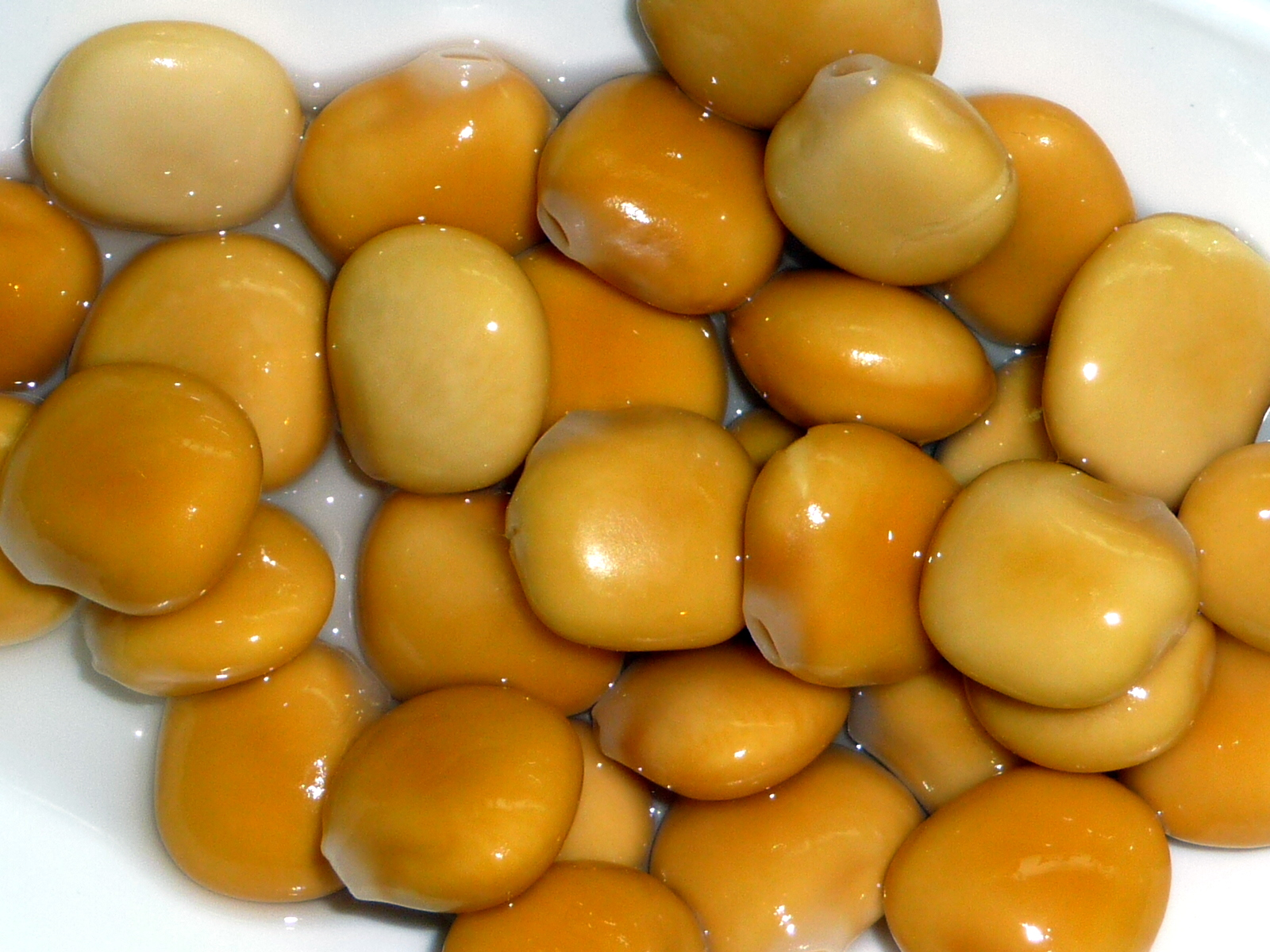
Lupinos.

### Platoshors-d'œuvre
Un plato muy frugal y común es la rebanada de pan con aceite de oliva y frotado con ajo.
De hors-d'œuvre (en español, aperitivos), destacan los lupinos, la ensalada de berenjenas, la ensalada de palmito (o chonta, los corazones frescos de la palmera), la ensalada de huevo duro con anchoas, la ensalada de pimientos asados en horno o kanoun (similar a la escalivada), la ensalada de garbanzos, ensalada judía, ensalada de frijoles con comino, y huevos rellenos.

### Plats de résistance

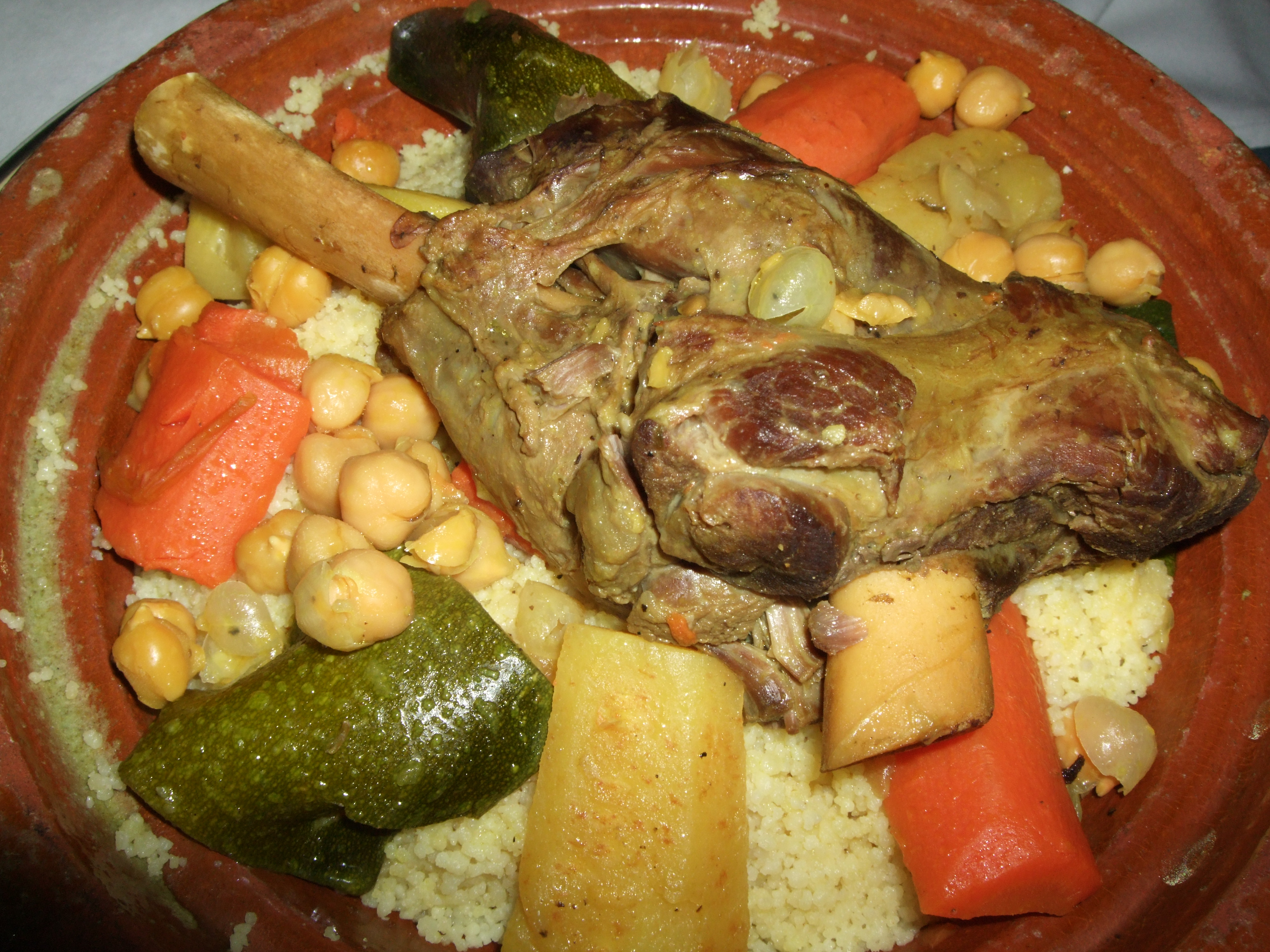
Cuscús de cordero.

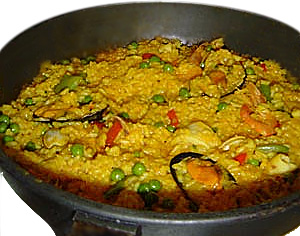
Paella pied-noir.

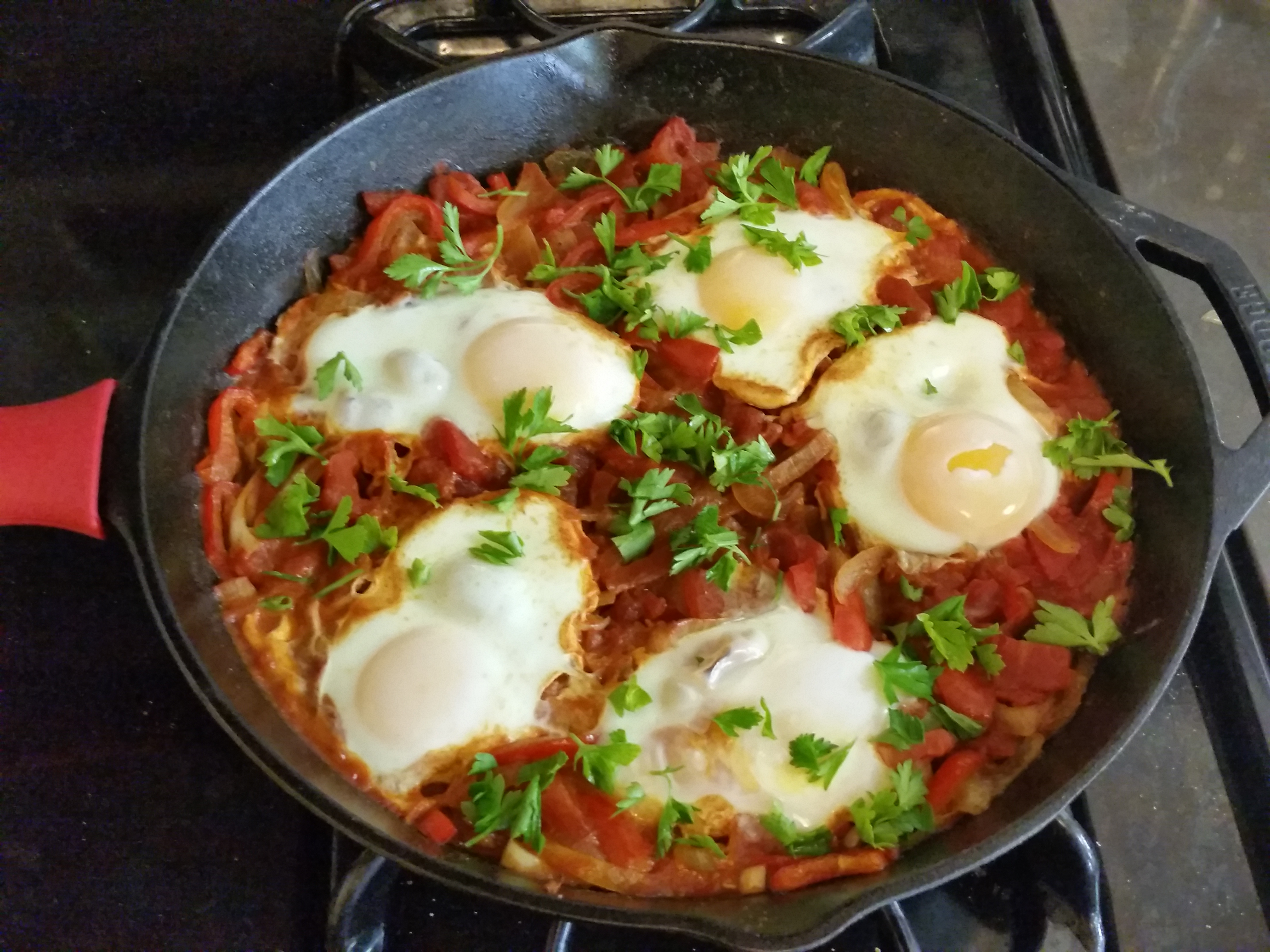
Shakshuka.

Uno de los plato más emblemáticos es el cuscús, que es sémola de trigo, generalmente de tamaño mediano. Se cocina en una cuscusera, tras enrollarse a mano con mantequilla. Se le suele agregar alguna carne: oveja, cordero, pollo, albóndigas, barboucha (tripa de oveja) o pescado (sobre todo en la costa, y se usa primordialmente mero). También se le agregan hortalizas: berenjenas, corazones de alcachofa (rorchas), cardo, zanahorias, repollo (para los pieds-noirs originarios de Alsacia-Lorena), calabacín, frijoles pequeños, nabos o garbanzos (hamous), pimientos rojos o verdes (felfel). El caldo se puede condimentar con harissa. Tradicionalmente, el cuscús se come con una cuchara de madera.
También la paella es una famosa receta pied-noire, surge de la paella valenciana pero difiere un poco de ella, dependiendo de la receta de cada hogar, la base siempre es de arroz con pollo, mejillones, crustáceos... aromatizado con azafrán.
En cuanto a sopas, cabe destacar la chorba argelina (que se suele preparar con un tipo de pasta llamada langue d'oisseau, similar al orzo), el potaje, la sopa de sémola, la sopa de frijoles, la sopa de pescado y la sopa de tomate.
Algunos platos fuertes (en francés, plats de résistance) vegetarianos de la cocina pied-noire son los briks (برك, empanadilla frita), las cocas argelinas (كوكة, especie de pizzas, derivan de la coca catalana), las calenticas (قرنطيطة qarantīta, flan de harina de garbanzo que hoy en día la sirven vendedores ambulantes de toda Argelia), los caldi caldi (especie de empanada original de Malta, donde la llaman pastizzi). Muchas preparaciones vegetarianas pied-noir se basan en empanadas de masa de harina, hojaldre o masa quebrada que se rellenan con alcachofas, guisantes, alubias, patatas o con berenjenas fritas.
También cabe destacar otros platos vegetarianos como los calabacines fritos o la cebolla frita, la zanahoria el hinojo o las habas con comino, la frita argelina (derivada de la piperrada española), las patatas gratinadas, las migas, los pimientos morrones (verdes o rojos) asados en un horno o en un kanún (كانون, un tipo de anafre magrebí), pizz', que es el acrónimo argelino para pizza, aunque suele hacerse de masa gruesa (pizza à pâte épaisse), la ratatouille o pisto y la shakshuka (شكشوكة) con huevo.

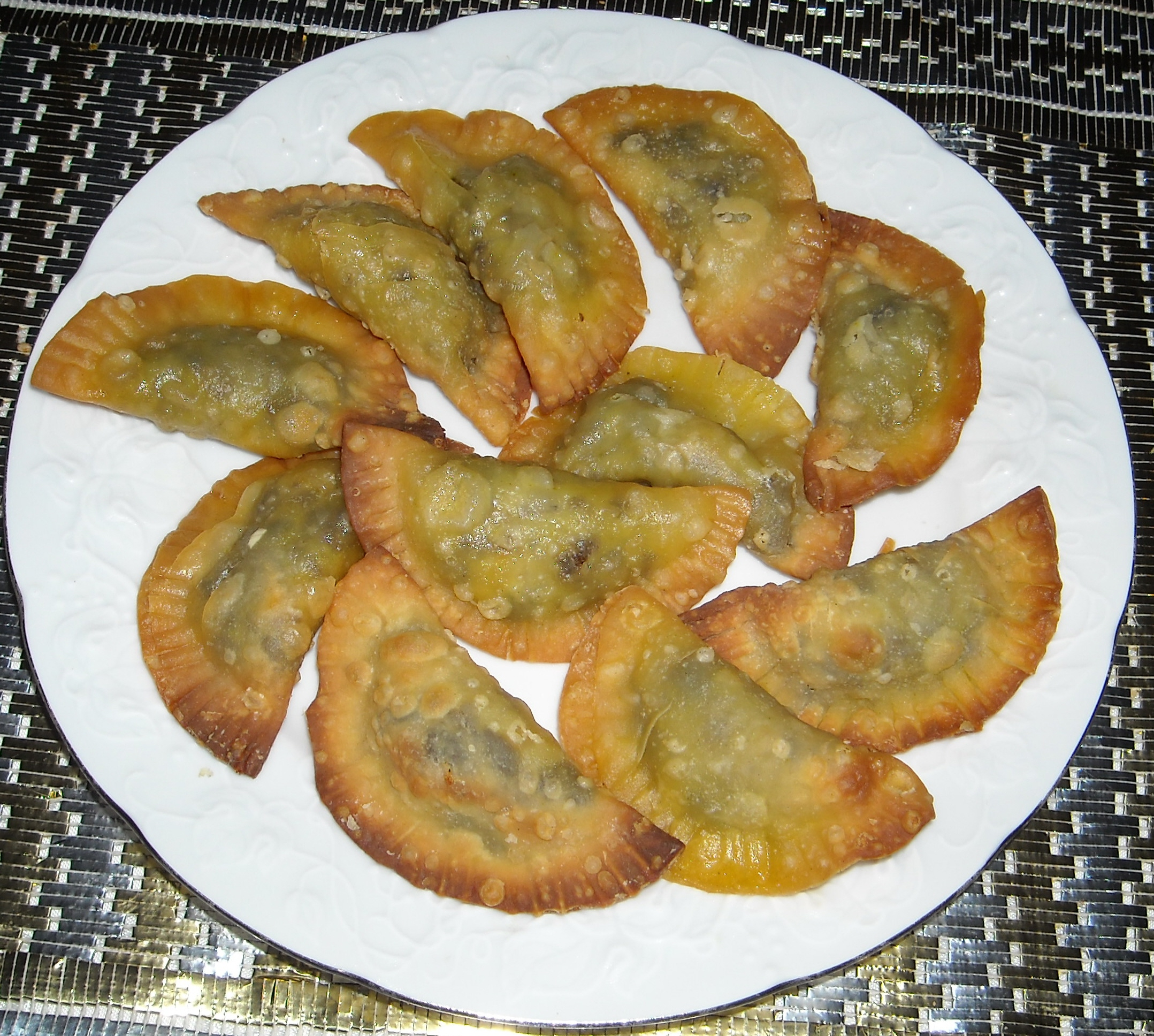
Briks.

Hay toda una variedad de beignets («buñuelos»: de berenjena, calamares, sesos, calabacines, bacalao, sardinas...) y omelettes («tortillas»: sobrasada, champiñones, calabacines, patatas, tomates...). En cuanto a pasta y productos de la sémola, los pieds-noirs cocinan canelones, macarrones (o gratín de macarrones), tallarines, polenta (en vez de harina de maíz, se usa de trigo), raviolis y sémola frita. Cabe nombrar también el pastel maltés (tourte maltaise, hojaldre relleno de queso y huevo) y el volován.

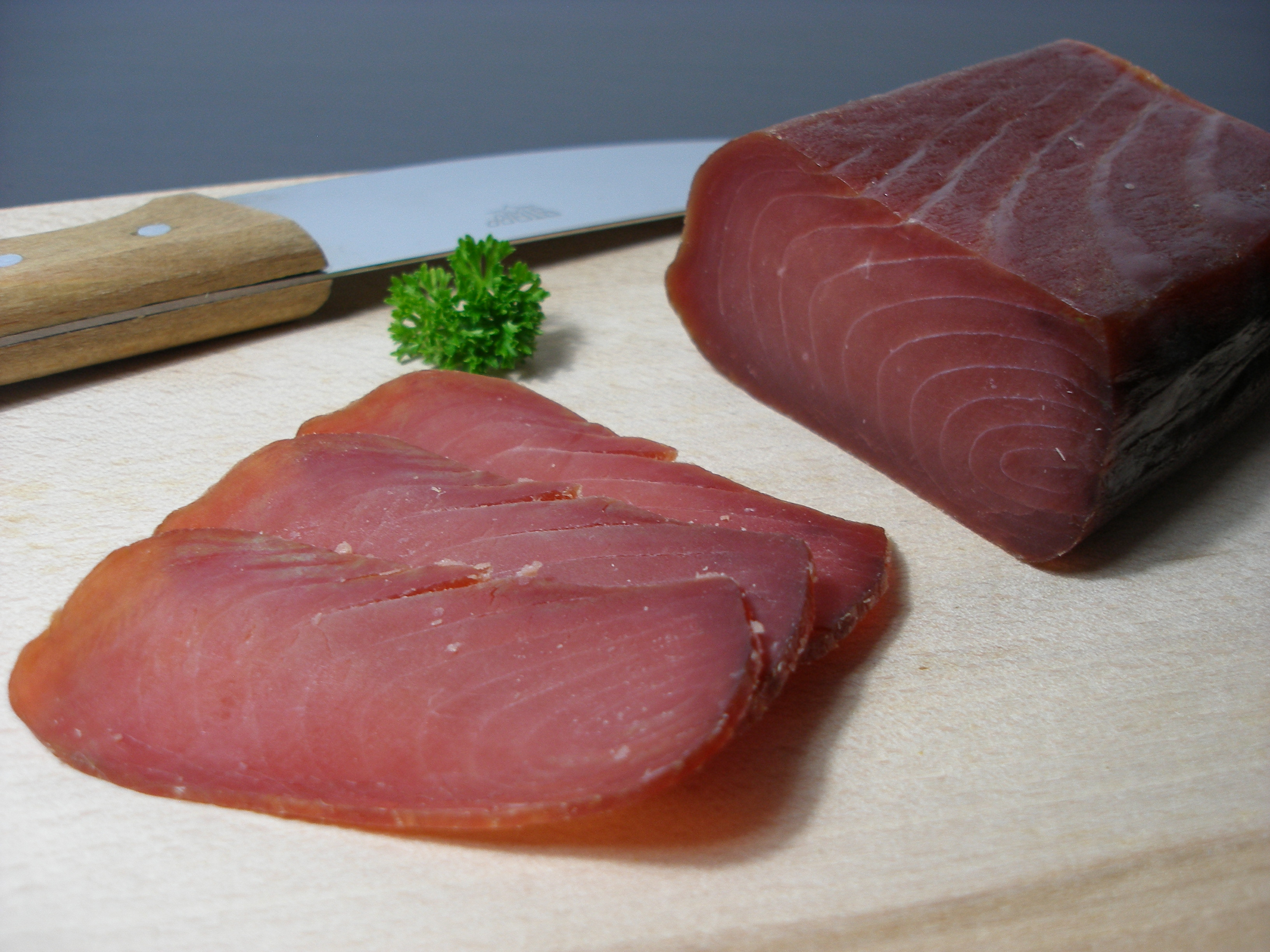
Mojama de atún.

Muchas preparaciones se realizaban con productos del mar, obviamente en las zonas costeras de Argelia: anchoas marinadas, barbo relleno, bonito o atún en salsa de tomate, calamares rellenos, el caldero (de origen murciano), gambas con anís, dorada al limón encurtido con cebolla, el ragú de bacalao, la caballa o sardina a la parrilla o en escabeche, matsagounes (gamba de mayor tamaño y grisácea) a la parrilla, mojama (salazón de bonito o atún), sardinas o mejillones en escabeche, salmonetes a la parrilla, erizo de mar, pulpo, estofado de pescado, vieiras marinadas con especias y anís, arroz con gambas, papillotes, el sargo, el rodaballo, la sepia en su tinta o los supiones.
En cuanto a platos de carne destacan el blanquette de ternera, las albóndigas, repollo, calabacín o berenjena rellenos de carne, el estofado de jabalí, el cuscús de pollo o cordero, la paletilla de cordero al horno, el gazpacho oranés, la market lubia (مدقة لوبيا, cocido de alubias con carne), el meshwi o mechui (مشوي, pieza de cordero a la brasa), la adafina o tfina (cocido de garbanzos con carne de cordero), el tajín (estofado que puede ser de pescado o carne), la pastela o bastela, conejo a los tres pimientos (lapin aux trois poivrons), perdiz con pasas, pollo al limón, o con cilantro, o con aceitunas negras o verdes, o con paprika, o con arroz pollo.
Entre las casquerías es famoso el brazo de ternera relleno (melsa), la cabeza de oveja al horno (bousoulouf), las brochetas de corazón o de hígado de cordero o de oveja, los sesos de oveja al horno, las patas de cerdo con perejil o las patas de oveja con habichuelas.
Los caracoles se cuecen al horno o se fríen y se acompañan con alioli, especiados con comino o marinado en salsa picante.

## Postres

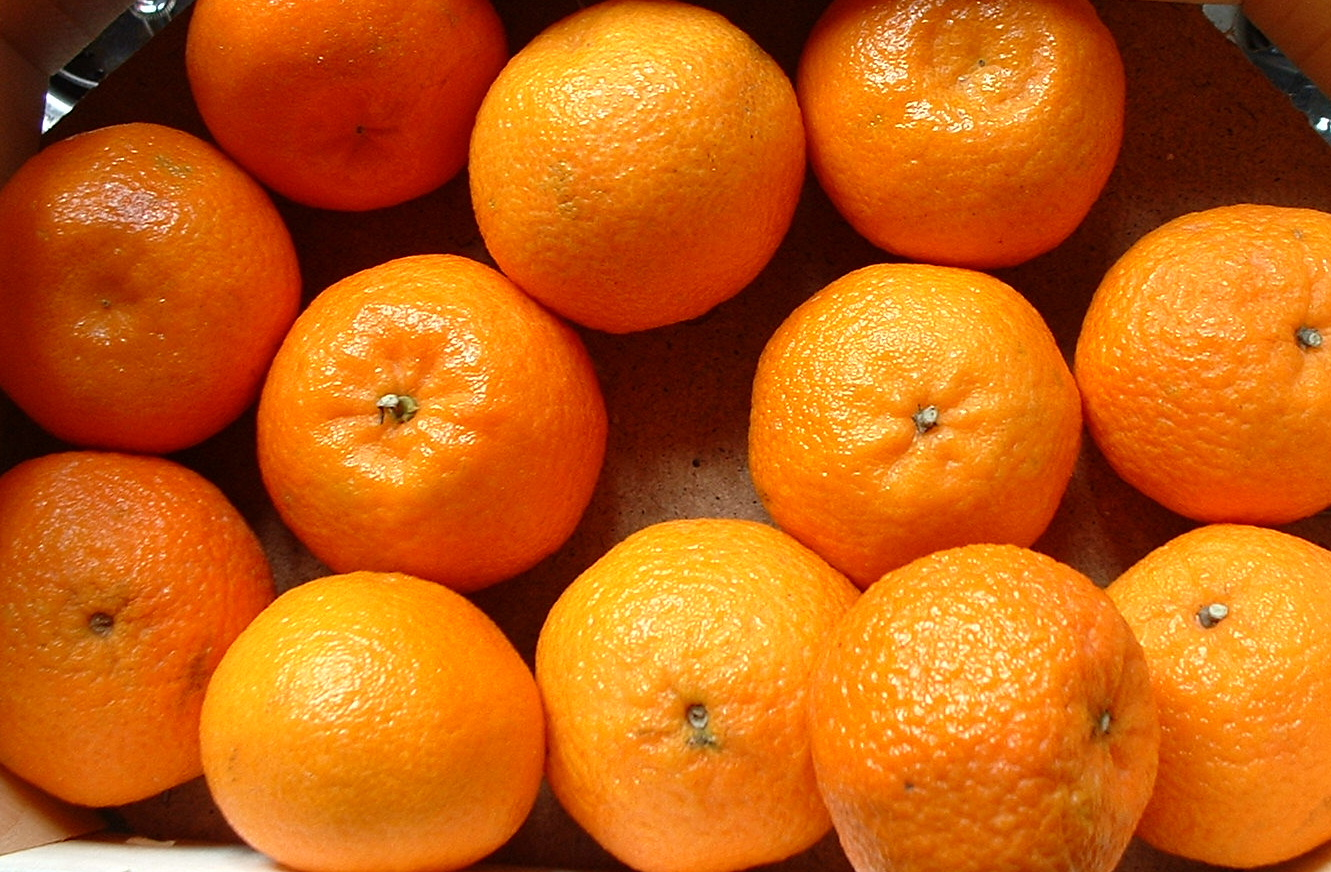
Clementinas, variante de la naranja creada por un pied-noir en 1892 en Argelia.

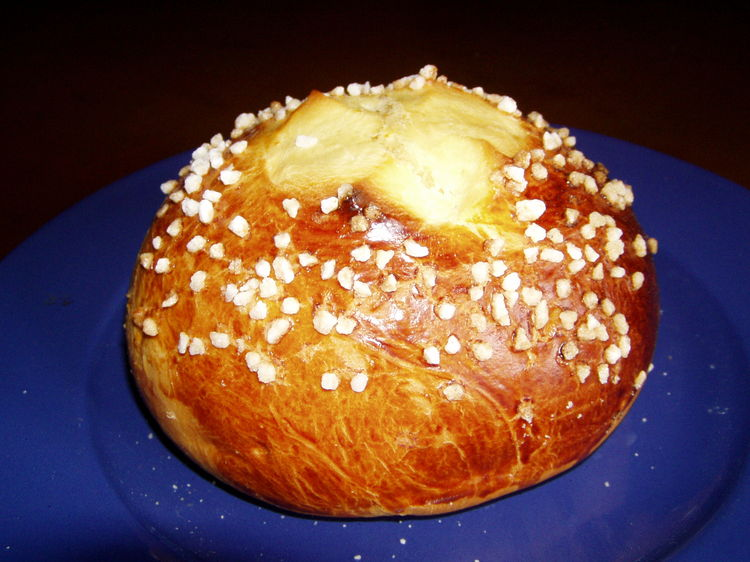
Mouna

La gastronomía pied-noir, como el resto de dietas mediterráneas, contempla una gran variedad de frutas frescas: el albaricoques, la mandarina, la naranja, la clementina (hibridación entre mandarina y naranja que fue creada en 1892 en Misserghin, Argelia por el Padre Clément Rodier, un pied-noir) la sanguina, el pomelo, el madroño, el higo, el membrillo, el higochumbo, la granada, la azufaifa, el melón, las moras, el níspero, la sandía, el caqui, la uva.
En cuanto a frutos secos destacan las almendras, los cacahuetes, los algarrobos, los dátiles ( deglet nour de la región de Biskra, muy famoso), las castañas, las nueces, los pistachos... 
La pastelería pied-noir está muy relacionada con la pastelería argelina. Podemos encontrar recetas como la baklava (بقلاوة), las beignets, los bradjs (براج, pastelitos de sémola con dátiles), el tronco de Navidad, el cabello de ángel, el cigares aux amandes, los tcharak (تشاراك, similar al cruasán pero de almendras), las mermeladas (de naranja, membrillo, higo, níspero, sandía o uvas), ka'ak (كعك, coronas de anís), cuscús dulce con pasas (couscous sucré aux raisins secs), las crepes, krebunis (كريبوني, de créponné, similar al sorbete de limón), dátiles rellenos (destacan los rellenos de pasta de almendras), sbiaat laaroussa, flan de naranja, sfenj (إسفنج, también ftaïr), gelatina de madroño o membrillo , helado italiano, halva (حلاوة , de almendras, vainilla, pistacho o chocolate), rahat-lokum (راحة الحلقوم), makroud (المقروض) con miel, mandarina confitada, montecaos (del español, mantecado), mouna (parecida a la brioche, es típica del lunes de Pascua como la mona de Pascua española) con aceite de oliva o mantequilla y con azahar, nougat (parecido al turrón), oreillette, oublie (obleas), torrijas (también llamadas tostadas francesas o pain perdu), roïcos, batata frita, ciruelas pasas rellenas de pasta de almendras, ensalada de naranja, sorbetes, zlabia (زلابية, similar al yalebi)... entre otros muchos postres.

## Bebidas

### Licor de anís

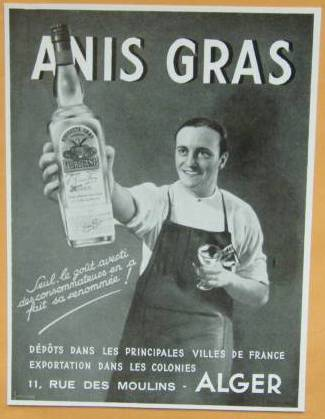
Póster promocional de Anís Gras (Argel, 1939).

El licor de anís (anisette) a base de anís y otras plantas, es típico para el aperitivo. Se considera la magdalena de Proust de los pieds-noirs. Las marcas más famosas son: 
- Anís Gras, nacido en Argel en 1872.
- Phénix, el cual es anís kosher.
- Cristal, creada en Argel en 1884 por los hermanos Limiñana, de origen alicantino.
- Super Anís Galiana.

El cóctel morisco (mauresque), típico del sur de Francia, es a base de pastis (licor de anís marsellés) y sirope de orgeat. Si se mezcla con granadina, se le llama «la tomate», mientras que si es con menta se le llama «el pimiento» o «el periquito».
El anisette se suele acompañar de kémia (كمية «pequeña porción» en árabe) que es un surtido de aperitivos varios (similar a lo que en Francia se conoce como amuse-gueules, en Oriente Medio como mezze o en España «tapas»). Un kémia muy común en Argelia son los lablabi (لبلابي, o también bliblis o torraicos para los pied-noir), es decir, garbanzos a la parrilla.

### Vino

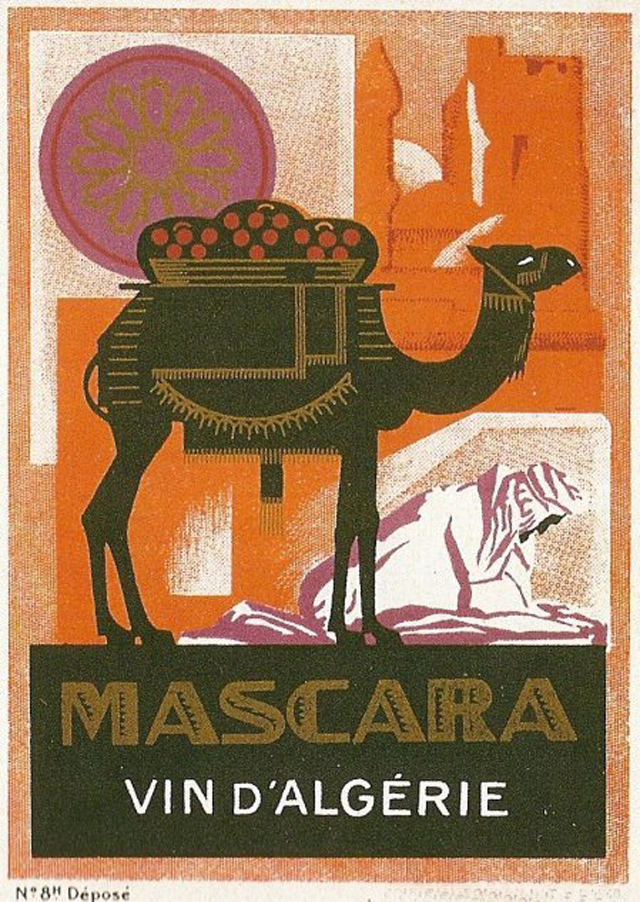
Póster promocional del vino Mascara.

A mediados del siglo XIX se importaron cepas desde Francia y el cultivo de la uva se convirtió en una economía muy importante en Argelia antes de la independencia, sobre todo en las regiones de Argel y Orán (Algérois y Oranie respectivamente). Se producían tanto vino tinto como blanco, rosado y moscatel, con una graduación entre los 13º y los 17º. Debido al calor de Argelia, era común entre los pied-noirs agregarle hielos. Algunas botellas de vino argelino se llevaron a Francia durante la repatriación de los Pieds-Noirs (1962). Los vinos más conocidos fueron Boulaouane, Guébar, Mascara, Royal Kebir y Sidi Brahim. A día de hoy todavía quedan algunos viñedos en Argelia. Otros vinos se siguen produciendo en Marruecos (una variedad de Sidi Brahim) o Thébar en Túnez.

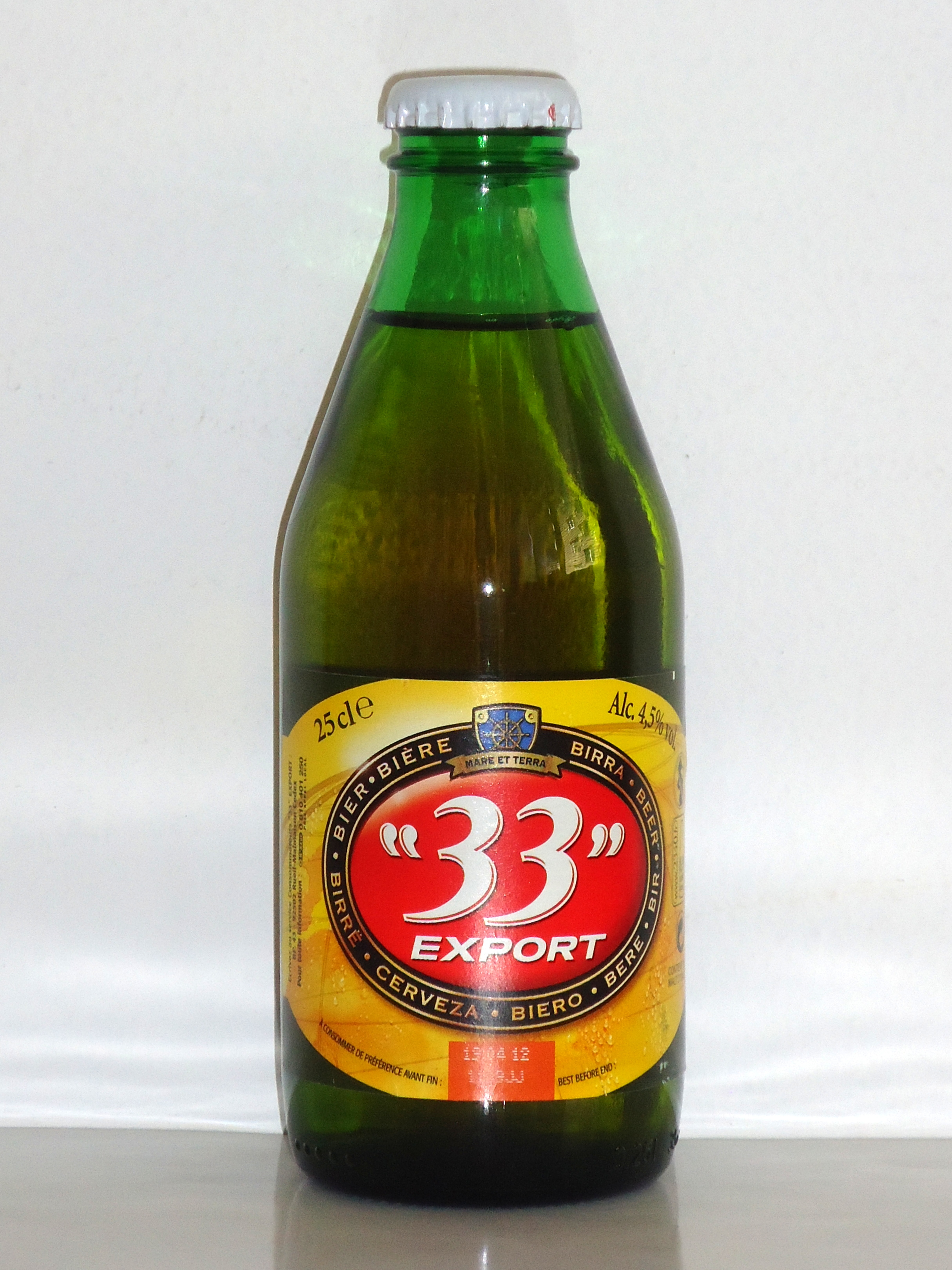
Cerveza 33 Export.

### Cerveza
Antes de la independencia de Argelia en 1962 existían fábricas de cerveza de malta en Orán, Philippeville (actual Skikda) y Argel. La más antigua fue la Cervecería Wolf establecida en 1868, en Constantina. La cerveza más famosa fue la 33 Export, que actualmente se sigue produciendo en muchas ex-colonias francesas (Camerún, Marruecos, Gabón, Vietnam, Túnez...). A pesar de la prohibición islámica de beber alcohol, algunos musulmanes llegaron a consumir esta cerveza.

### Jugos y refrescos
En 1936, el pied-noir Léon Breton comercializa la Orangina, de los terrenos de naranjos que poseía en Boufarik, un jugo de naranja ligeramente gasificado. Otros jugos de frutas son el agualemon (similar a la granita), la Antésite (a base de regaliz), la limonada, la citronada, el agua de coco, zumo de sandía, limonada, el Selecto (soda con aroma de plátano) o la Judor (soda con aroma de naranja). También destacan los néctares de menta, granadina, limón, lima...de la marca Tchina.

### Otras bebidas

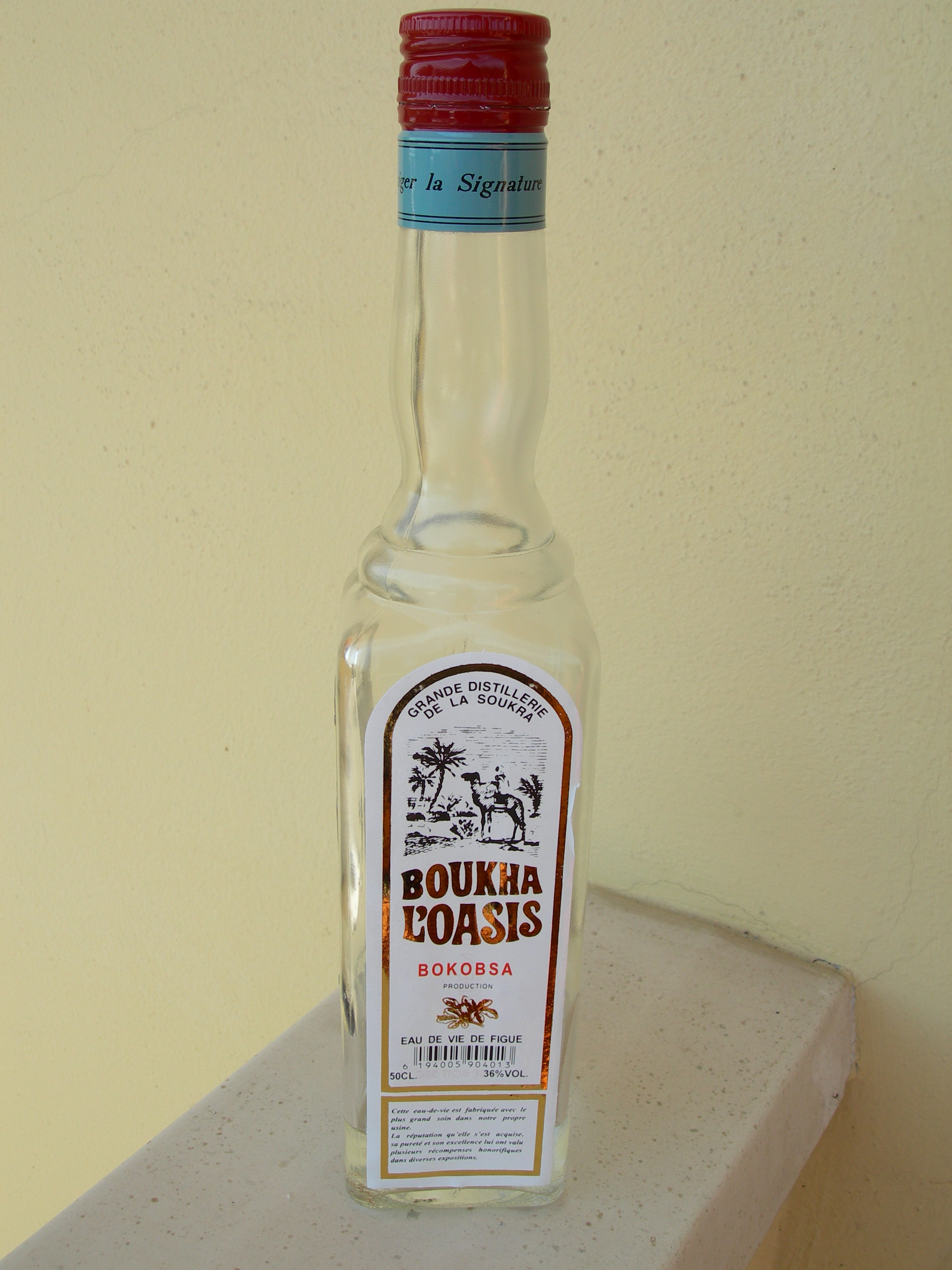
Botella de bujda tunecino.

Otra bebida común para el aperitivo es el Picon o Amer Picon, un tipo de bíter a base de cáscara de naranja con caramelo. Fue creado en 1837 por Gaétan Picon, soldado de la Armada Africana (Armée d'Afrique) que estableció su destilería en Philippeville (actual Skikda).
El bujda (بوخة boukhda) es un destilado alcohólico de higos creado por Abraham Bokobsa en Túnez a finales del siglo XIX y actualmente se vende por todo el Magreb.
Los tradicionales café moruno y té moruno (aunque más correctamente, café árabe o turco y té con yerbabuena) que se consumen en todo el mundo árabe.
El champoreau (del español «champorro») es un licor de café o café con algún tipo de alcohol (por ejemplo, vino tinto, ron o coñac) que durante la segunda mitad del siglo XIX fue la bebida omnipresente de la Argelia recién colonizada. Es equivalente al carajillo de España o al caffè corretto de Italia.
También fue típico el vin d'orange («vino de naranja»), que sin embargo no es vino. Se trata de una infusión de piel de naranjas maceradas en alcohol neutro.[cita requerida]
El suero de leche o leben (لبن) que se suele acompañar de bradjs (véase en Postres). Es el residuo agrio de la leche que queda después de la transformación de la crema en mantequilla en una mantequera. También fue común el ponche de huevo (lait de poule), importado desde Europa.